# 王安 (西汉)
王安（前1世纪—3年），表字惠公，西汉涿郡广望县（治今河北省博野县西北）人，王商之子，王武之孙，汉宣帝母亲王翁须的侄孙。
王安以外戚贵幸，官至长乐卫尉。汉成帝河平四年（前25年），王商任丞相，与成帝舅父大将军王凤不和，两家外戚争权，王商被谮自杀。他的子弟亲属为朝官之人，都被外调任职。只有王安得嗣樂昌侯之位。元延二年（前11年），王安为光祿勳，数月后因病而免。汉平帝元始三年（3年），王莽专权，王安被加罪被迫自杀。